# Mireia Belmonte
Mireia Belmonte García (Badalona, 10 de novembro de 1990) é uma nadadora espanhola, campeã olímpica.

## Carreira
Nos Jogos Olímpicos de Pequim 2008, ficou em 14º lugar tanto nos 200 m quanto nos 400 metros medley, em 15º no 4x100 m medley, e em 24º nos 200 m peito. Em Londres 2012, ficou em oitavo lugar nos 400 m medley, 13º nos 400 m livre, e foi à final dos 200 metros borboleta e dos 800 m livre, onde obteve duas medalhas de prata.
Foi recordista mundial dos 400 metros medley em piscina curta entre 2008 e 2009.
No Mundial de Doha em piscina curta, em 2014, ela bateu o recorde mundial das provas dos 200 m borboleta (1m59s61) e dos 400 m medley (4m19s86). Ao todo, a espanhola conquistou quatro medalhas de ouro no Catar, subindo no lugar mais alto do pódio também nos 400 m e 800 m livre.
Nos Jogos Olímpicos do Rio, em 2016, foi medalha de ouro nos 200 metros borboleta e de bronze nos 400 m medley.